# Stephen Schneider
Stephen Henry Schneider (11 de febrer de 1945 - 19 de juliol de 2010) fou Professor de Biologia Ambiental i Canvi Global a la Universitat Stanford, codirector del Centre de Ciència i Política Ambiental de l'Institut Freeman Spogli d'Estudis Internacionals i un membre sènior de l'Institut per al Medi Ambient de Stanford Woods. Schneider exercí com a consultor d'agències federals i personal de plantilla de la Casa Blanca durant les administracions de Richard Nixon, Jimmy Carter, Ronald Reagan, George H. W. Bush, Bill Clinton, George W. Bush i Barack Obama.
La investigació de Schneider va incloure la modelització de l'atmosfera, el canvi climàtic i l'efecte del canvi climàtic global sobre els sistemes biològics. Schneider fou el fundador i editor de la revista Climatic Change i va ser autor o coautor de més de 450 articles científics i altres publicacions. Va ser autor principal i coordinador del Tercer Informe d'Avaluació del Grup de Treball Intergovernamental sobre el Canvi Climàtic (IPCC) i va participar com a co-presentador del Tema transversal de Vulnerabilitats Clau per al Quart Informe d'Avaluació (AR4) en el moment de la seva mort. Durant la dècada de 1980, Schneider va aparèixer com un dels principals defensors públics de la reducció brusca de les emissions de gasos d'efecte hivernacle per combatre l'escalfament global. L'any 2006, el professor Schneider va ser un pensador resident d'Adelaida assessorant el govern d'Austràlia del Sud del primer ministre Mike Rann sobre el canvi climàtic i les polítiques d'energies renovables. En deu anys, Austràlia Meridional va passar de zero al 31% de la seva generació d'electricitat procedent de les renovables.
El Commonwealth Club de Califòrnia va crear un premi anual per a la comunicació científica sobre el clima en honor de Schneider després de la seva mort. La Conferència Memorial Stephen Schneider de la Unió Geofísica Americana honra la vida i l'obra de Schneider.